# Nu-Flow
Nu-Flow is het debuutalbum van de Britse R&B-groep Big Brovaz. Het album ontving in het Verenigd Koninkrijk een dubbele Platina-plaat.

## Tracklist
Originele versie:
1. "Nu Flow"
2. "Find a Way"
3. "Taking It Global"
4. "Summertime"
5. "Gotta Get"
6. "OK"
7. "Little Mama"
8. "Don't Watch That"
9. "Baby Boy"
10. "Don't Matter"
11. "I Know You're There"

| Tweede versie: Version 2: 1. "Nu Flow" 2. "Gotta Get" 3. "Don't Matter" 4. "Baby Boy" 5. "Ain't What You Do" 6. "OK" 7. "I Know You're There" 8. "Taking It Global" 9. "Summertime" 10. "Find a Way" 11. "Little Mamma" 12. "This Music" 13. "Don't Watch That" 14. "OK" [Rock Remix] Bonus Videos: - "Nu Flow" - "OK" | Derde versie: 1. "Nu Flow" 2. "Gotta Get" 3. "Don't Matter" 4. "Baby Boy" 5. "Favourite Things" 6. "OK" 7. "I Know You're There" 8. "Taking It Global" 9. "Summertime" 10. "Find a Way" 11. "Little Mamma" 12. "This Music" 13. "Ain't What You Do" 14. "Don't Watch That" 15. "OK" [Rock Remix] 16. "My Favourite Things" [Hidden Track] Bonus Videos: - "Nu Flow" - "OK" |